# 3222 Liller
3222 Liller је астероид главног астероидног појаса. Приближан пречник астероида је 29,95 ,
а средња удаљеност астероида од Сунца износи 3,088 астрономских јединица (АЈ).
Инклинација (нагиб) орбите у односу на раван еклиптике је 15,986 степени, а орбитални период износи 1982,412 дана (5,427 година). Ексцентрицитет орбите астероида износи 0,057.
Апсолутна магнитуда астероида износи 11,40 а геометријски албедо 0,054.
Астероид је откривен 10. јула 1983. године.